# Télégraphie hydraulique

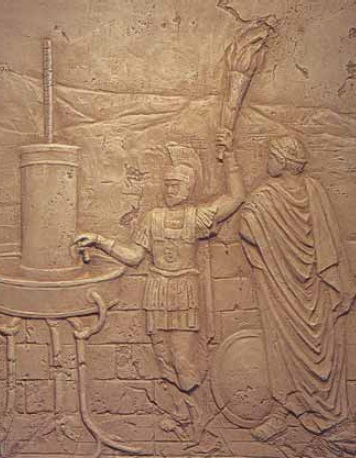
Le télégraphe hydraulique utilisé par Énée le Tacticien pour envoyer un message au

La télégraphie hydraulique (en grec ancien : υδραυλικός τηλέγραφος / udraulikós tēlégraphos) s'est développée autour de deux systèmes de sémaphore différents impliquant l'utilisation de mécanismes à base d'eau comme télégraphe. Le plus ancien a été mis au point en Grèce antique au IVe siècle av. J.-C., tandis que l'autre a été développé en Grande-Bretagne au XIXe siècle. Le système grec était déployé en combinaison avec des feux sémaphoriques, tandis que le système britannique était actionné uniquement par la pression d'un fluide hydraulique.
Bien que les deux systèmes aient utilisé de l'eau dans leurs dispositifs d'émission et de réception, leurs moyens de transmission étaient complètement différents. Le système de la Grèce antique transmettait ses informations sémaphoriques au récepteur de manière visuelle, ce qui limitait son utilisation aux distances en visibilité directe et dans de bonnes conditions météorologiques. Le système britannique lui, utilisait des tuyaux remplis d'eau pour modifier le niveau de l'eau dans l'unité réceptrice (similaire à un tube flexible transparent rempli d'eau utilisé comme indicateur de niveau), limitant ainsi sa portée à la pression hydraulique qui pouvait être générée au niveau du dispositif de l'émetteur.
Tandis que le dispositif grec était extrêmement limité dans les codes (et donc les informations) qu'il pouvait transmettre, le dispositif britannique n'a jamais été déployé en opération autrement que pour des démonstrations à très courte distance. Bien que le dispositif britannique puisse être utilisé dans n'importe quelle visibilité dans les limites de sa plage de fonctionnement, il ne pouvait pas fonctionner à des températures glaciales sans infrastructure supplémentaire pour chauffer les tuyaux. Cela a contribué à son manque de praticité.

## Système de sémaphore hydraulique grec

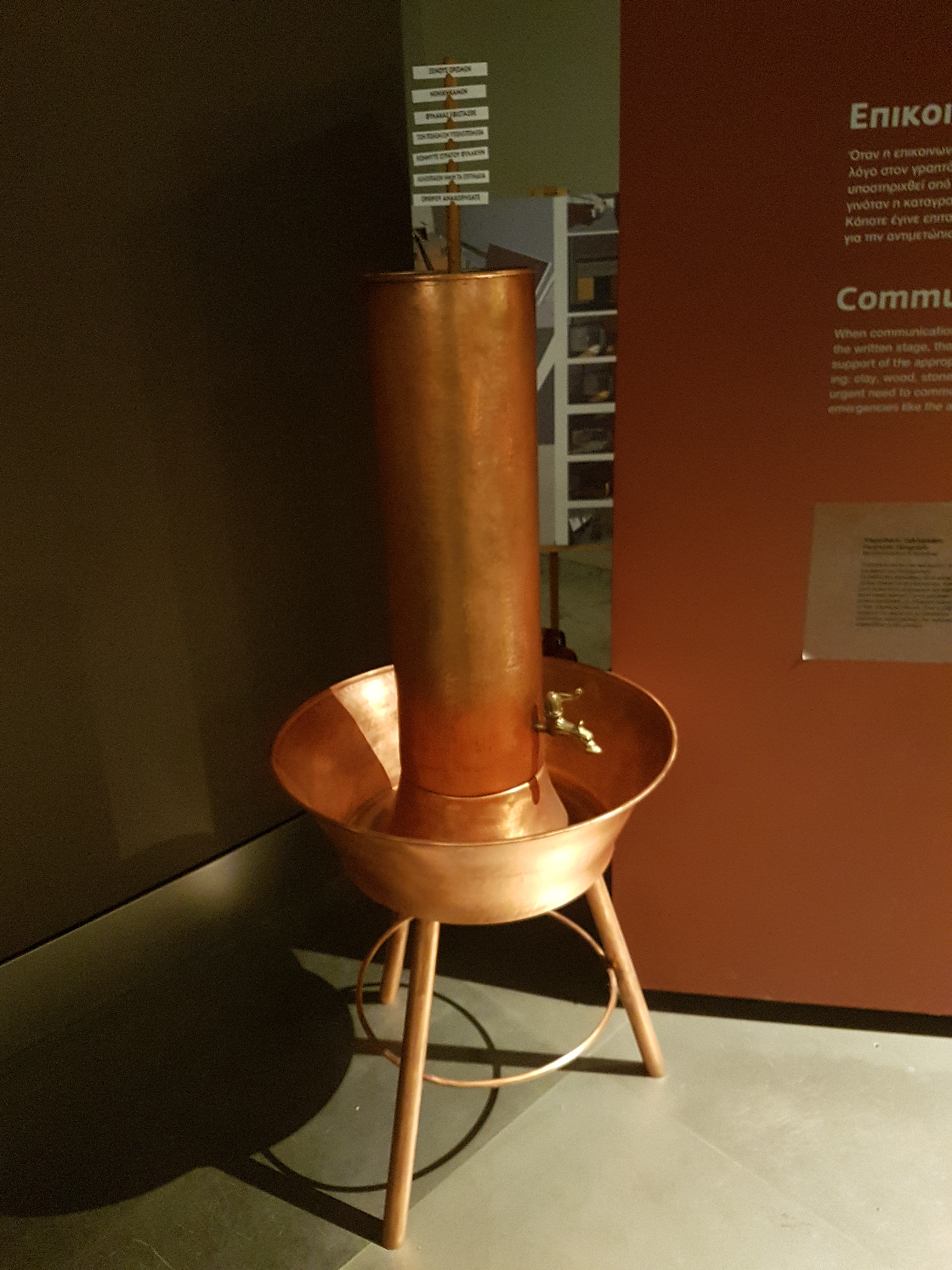
Reconstitution, Centre de diffusion des sciences et musée de la technologie - NOÏSIS.

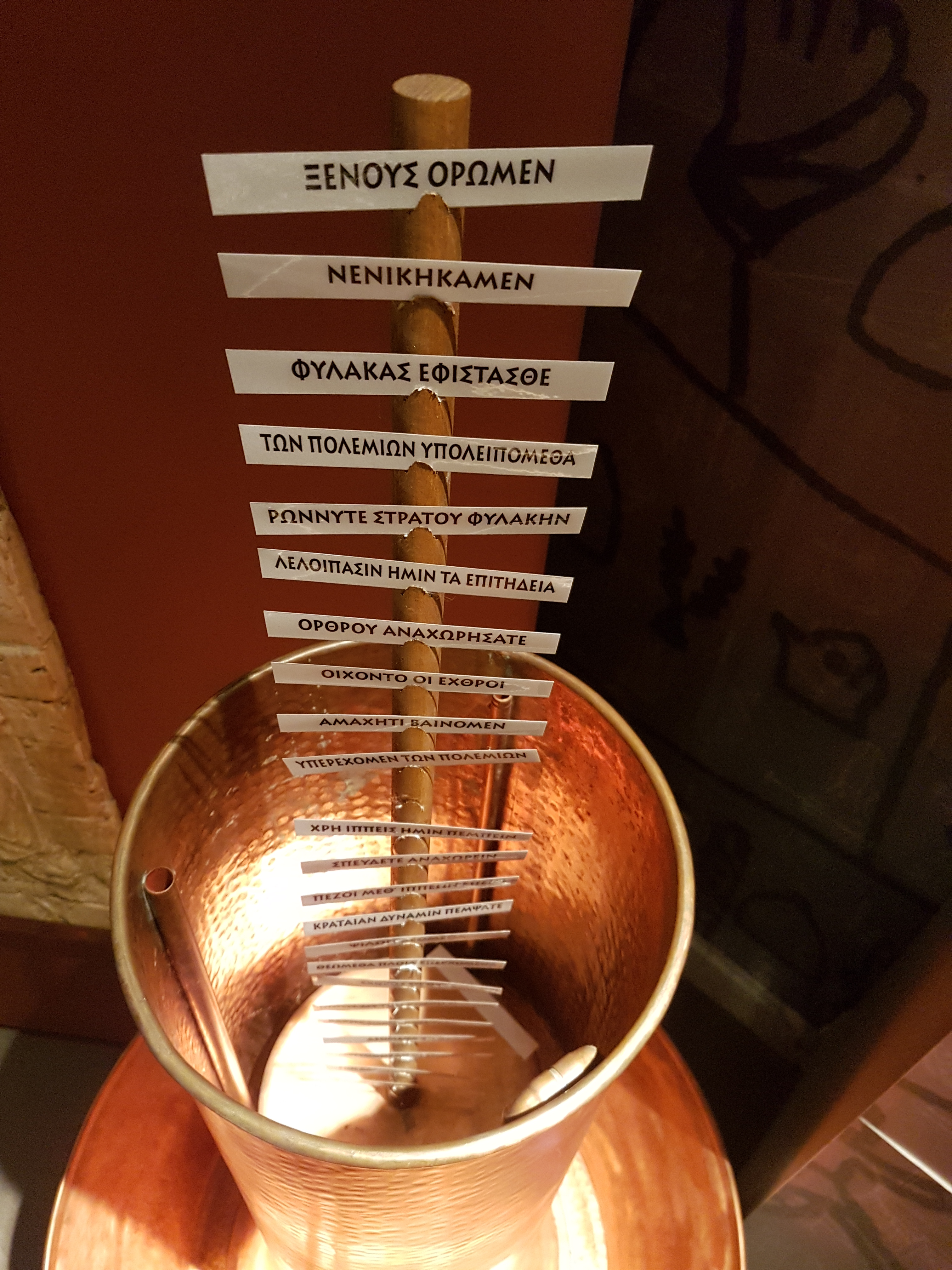
Modèle reconstitué avec des messages attachés à une tige, Centre de diffusion des sciences et musée de la technologie - NOÏSIS.

Le modèle grec ancien a été décrit au IVe siècle av. J.-C. par Énée le Tacticien dans son ouvrage Poliorcétique puis au IIIe siècle av. J.-C. par l'historien Polybe, qui a retrouvé ce texte perdu. Selon ce dernier, il a été utilisé pendant la première guerre punique pour envoyer des messages entre la Sicile et Carthage.[réf. nécessaire]
Le système consiste à placer des conteneurs identiques sur des collines séparées, conteneurs qui ne sont pas reliés entre eux. Chaque conteneur est rempli d'eau et une tige verticale flotte à l'intérieur. Les tiges portaient des codes prédéterminés en divers points de leur hauteur. Pour envoyer un message, l'opérateur émetteur utilisait une torche pour prévenir l'opérateur récepteur ; une fois synchronisés, ils ouvraient simultanément les robinets au fond de leurs conteneurs. L'eau s'écoulait jusqu'à ce que le niveau de l'eau atteigne le code désiré. À ce moment-là, l'expéditeur émettait un signal avec sa torche et les opérateurs fermaient simultanément leurs robinets. Ainsi, l'intervalle de temps entre les signaux de la torche de l'expéditeur pouvait être corrélé avec des codes et des messages spécifiques prédéterminés.
Une description contemporaine de cette méthode télégraphique a été fournie par Polybe. Dans les Histoires, il écrit :

« [...] il n’est pas possible de convenir d’un signal pour des événements qu’il n’est pas possible de prévoir.
Æneas, cet auteur dont nous avons un ouvrage de tactique, s’est efforcé de remédier à cet inconvénient ; mais il s’en faut de beaucoup qu’il l’ait fait avec tout le succès qu’on aurait souhaité : on en va juger. Ceux, dit-il, qui veulent s’informer mutuellement par des fanaux de ce qui se passe, n’ont qu’à prendre des vases de terre de tailles identiques, profonds et percés en quelque endroit ; ce sera assez qu’ils aient trois coudées de hauteur et une de largeur : qu’ils prennent ensuite des morceaux de liège un peu plus petits que l’ouverture des vases, qu’ils fichent au milieu de ce liège un bâton distingué de trois doigts par quelque enveloppe fort apparente, et qu’ils écrivent sur chacune de ces enveloppes les choses qui arrivent le plus ordinairement pendant une guerre. Sur l’une, par exemple : « il est entré de la cavalerie » ; sur l’autre : « il est arrivé de l’infanterie pesamment armée » ; sur une troisième : « de l’infanterie légère » ; sur la suivante : « de l’infanterie et de la cavalerie » ; sur une autre encore: « des vaisseaux » ; ensuite : « des vivres » ; et de même sur toutes les autres enveloppes, tous les autres événements qu’ils pourront prévoir à juste titre devoir arriver, eu égard à la guerre qu’on aura à soutenir. Que de part et d’autre on attache à ces vases des petits tuyaux d’une exacte égalité, en sorte qu’il ne s’écoule ni plus ni moins d’eau des uns que des autres, qu’on remplisse les vases d’eau, qu’on pose dessus les morceaux de liège avec leurs bâtons, et qu’ensuite on ouvre les tuyaux. Cela fait, il est clair que, les vases étant égaux, le liège descendra et les bâtons s’enfonceront dans les vases à proportion que ceux-ci se videront : qu’après avoir fait cet essai avec une égale promptitude et de concert, on porte les vases aux endroits où l’on doit émettre et observer les signaux et qu’on y mette le liège, et à mesure qu’il arrivera quelqu’une de ces choses qui auront été écrites sur les bâtons, qu’on lève un fanal et qu’on le tienne élevé jusqu’à ce que de l’autre côté on en lève un autre ; qu’alors on baisse le fanal et qu’on ouvre les tuyaux : quand l’enveloppe où la chose dont on veut avertir est écrite sera descendue au niveau des vases, qu’on lève le flambeau, et que de l’autre côté, sur-le-champ, on bouche les tuyaux et qu’on regarde ce qui est écrit sur la partie du bâton qui touche à l’ouverture du vases ; alors, si tout a été exécuté de part et d’autre avec la même promptitude, de part et d’autre on lira la même chose. »

— Polybe, Histoires, Livre X,.
Il apporte une analyse complémentaire sur son efficacité :

« Mais cette méthode, quoiqu’un peu différente de celle qui employait, avec les fanaux, des signes dont on était convenu, ne paraît pas encore suffisante ; car on ne peut pas prévoir toutes les choses qui peuvent arriver, et quand on pourrait les prévoir, il serait impossible de les marquer toutes sur un bâton. D’ailleurs, quand il arrivera une chose à laquelle on ne s’attendait pas, comment en avertir selon cette méthode ? Ajoutons que ce qui est écrit sur le bâton n’est point du tout précis et déterminé ; on n’y voit pas combien il est entré de cavalerie ou d’infanterie, ni en quel endroit du pays sont ces troupes, ni combien de vaisseaux ou combien de vivres sont arrivés ; car, pour marquer ces sortes de particularités sur le bâton, il aurait fallu les prévoir avant qu’elles arrivassent, et cela n’est pas possible. Cependant ces particularités, c’est ce qu’il importe le plus de savoir ; car le moyen d’envoyer du secours, si l’on ne sait ni combien on aura d’ennemis à combattre, ni où ils sont ? comment avoir confiance en ses forces ou s’en défier, en un mot, comment prendre son parti, sans savoir combien de vaisseaux ou combien de vivres il est venu de la part des alliés ? »

— Polybe, Histoires, Livre X.

## Système de sémaphore hydraulique britannique
L'ingénieur civil britannique Francis Whishaw (en) (1804–1856), qui deviendra plus tard l'un des dirigeants de la General Telegraph Company, a présenté un télégraphe hydraulique en 1838, mais n'a pas réussi à le commercialiser,.
En appliquant une pression à un dispositif émetteur relié à un tuyau rempli d'eau qui se rendait jusqu'à un dispositif récepteur similaire, il était capable d'effectuer un changement du niveau de l'eau qui indiquait alors des informations codées à l'opérateur du récepteur,.
Le système était estimé à 200 £/mile (1,6 km) et pouvait transmettre un vocabulaire de 12 000 mots. Le Mechanics Magazine du Royaume-Uni de mars 1838 le décrivait comme suit :

« [...] une colonne d'eau [peut] être employée de manière pratique pour transmettre des informations. M. Francis Whishaw a fait passer une colonne d'eau à travers soixante mètres de tuyaux sous la forme la plus alambiquée, et les deux extrémités de la colonne étant de niveau, le mouvement n'est pas plus tôt donné à une extrémité qu'il n'est communiqué à travers les soixante mètres à l'autre extrémité de la colonne. Aucun intervalle perceptible ne s'écoule entre le moment où le mouvement est imprimé à une extrémité de la colonne et celui où il est communiqué à l'autre. À chaque extrémité de la colonne, il fixe une planche flottante avec un index, et la dépression d'un nombre donné de chiffres sur un index sera immédiatement suivie d'une élévation correspondante de la planche flottante et de l'index à l'autre extrémité. On suppose que ce simple mouvement longitudinal peut être utilisé pour transmettre toutes sortes d'informations. Il nous semble que la quantité d'informations qui peut être transmise par le mouvement de l'eau dans une seule direction, ou en arrière et en avant, doit être limitée. La difficulté à surmonter est de faire en sorte que le simple mouvement de va-et-vient d'une planche flottante, indiqué sur un index gradué, transmette un grand nombre de mots ou de lettres. »

L'article concluait de manière spéculative que « [...] le télégraphe hydraulique pourrait supplanter le sémaphore et le télégraphe galvanique ».